# دوك ماكيني
دوك ماكيني (بالإنجليزية: Doc McKinney)‏ هو كاتب أغاني ومنتج أسطوانات أمريكي، ولد في 27 أغسطس 1971 في كندا.

## وصلات خارجية
- دوك ماكيني على موقع IMDb (الإنجليزية)
- دوك ماكيني على موقع ميوزك برينز (الإنجليزية)